# Desmoclystia humerata
Desmoclystia humerata är en fjärilsart som beskrevs av W. Warren 1906. Desmoclystia humerata ingår i släktet Desmoclystia och familjen mätare. Inga underarter finns listade i Catalogue of Life.